# آلن کار: مرد وراج
آلن کار: مرد وراج (انگلیسی: Alan Carr: Chatty Man) (همچنین با نام مرد وراج شناخته می‌شود) تاک شو کمدی بریتانیایی است که توسط آلن کار از کانال ۴ اجرا می‌شود.